# Jean Reboul
Jean Reboul fue un poeta francés nacido en Nimes el 23 de enero de 1796 y fallecido el 28 de mayo de 1864.
Hijo de un cerrajero, ejerció toda su vida la profesión de panadero.
Jean Reboul es el autor del célebre poema El ángel y el niño, publicado en 1828. Entre sus otros poemas, El último día fue uno de los que también aseguraron su lugar honorable entre los poetas franceses. Chateaubriand pasó varias horas en Nimes y lo visitó para felicitarlo por sus composiciones. Alphonse de Lamartine, Alejandro Dumas· y otras celebridades de su época también lo visitaron en su ciudad natal.
En 1852, el gobierno imperial le quiso conferir una condecoración. El respondió diciendo que no creía haber "llegado al estado de monumento" y rechazó el reconocimiento. Jean Reboul, católico y royalista, ha sido a menudo contrastado (legítimamento o no) con Antoine Bigot, protestante y republicano.
Una calle en Nimes llega su nombre.

## Obras
- L'Ange et l'enfant, 1828
- Poésies, par Jean Reboul de Nîmes, precedidas por un prefacio por Alejandro Dumas y de una letra al editor de Alphonse de Lamartine, 1836
- Œuvres de Jean Reboul, 1839
- Le dernier jour: poème en dix chants, seguido de una lamentación a la ciudad de Nimes, 1839
- Poésies nouvelles, 1846
- Le Martyre de Vivia, mystère en 3 actes et en vers, 1850
- Les Traditionnelles, nouvelles poésies, 1857
- Lettres de Jean Reboul, de Nîmes, precedidas por una introducción de M. Poujoulat, Michel-Lévy frères, París, 1865
- Poésies patoises, con un estudio sobre Jean Reboul, por Camille Pitollet, Joseph Fabre, Nîmes, 1924